# 李岩 (1972年)
李岩（1972年12月16日—2025年2月27日），女，河南洛阳人，中华人民共和国外交官，曾任中华人民共和国驻刚果共和国特命全权大使。

## 生平
李岩1994年6月加入中国共产党。1996年8月进入外交部工作后任西欧司科员、随员，1997年11月任驻比利时大使馆随员，1999年11月后任外交部西欧司随员、三秘，2001年9月任驻波兰大使馆三秘，2003年12月后任外交部干部司三秘、二秘、副处长，2010年12月任外交部服务中心处长，2013年5月任外交部干部司处长，2015年2月任外交部纪委参赞，2016年6月任中央纪委驻外交部纪检组副组长，2018年6月任中央纪委国家监委驻外交部纪检监察组副组长，2018年12月后任常驻联合国代表团公使衔参赞、公使。
2023年9月，李岩出任中华人民共和国驻刚果共和国大使。
2025年2月27日，李岩在北京去世，终年52岁。新华社于3月12日发布讣告。